# Halla Diyab
Halla Diyab ist eine arabische Autorin, TV-Produzentin und Aktivistin.
Diyab wurde als Tochter eines syrischen Diplomaten mit palästinensischen Wurzeln und einer libanesischen Mutter, deren Familie aus der Türkei nach Syrien vertrieben wurde, in Libyen geboren. Sie hat einen Master of Art in Gender and Women Studies der University of Warwick. Diyab promovierte in Englisch und Amerikanistik an der University of Leicester. Sie forschte unter anderem in New Orleans, USA für ihre Arbeit mit dem Titel „The Examination of Marginality and Minorities in the Drama and Film of Tennessee Williams“. Sie schrieb eine Reihe von Drehbüchern für TV-Produktionen und Soap Operas zu Extremismus und Terrorismus. Sie gewann den Best Syrian Drama Script Award 2010 und den Artists Achievement Award 2011.
Sie arbeitet als Kommentatorin unter anderem für britische und internationale Medien, darunter Channel 4 News, BBC Newsnight, BBC This Week, CNN, Sky News, Channel 5 News, ITV Central, Al Jazeera English und BBC Radio 4.
Diyab arbeitete in Libyen, Ägypten, Saudi-Arabien und Bahrain. Sie gründete Liberty Media Productions, die sich mit cross-kulturellen Themen zwischen Großbritannien und dem Nahen Osten auseinandersetzt.